# Barranco de Agua Amarga (Alicante)
El barranco de Agua Amarga  es un curso de agua de la provincia de Alicante (España).
Nace en la partida del Rebolledo y, tras un breve recorrido en dirección noroeste-sureste, cruza Vallonga, El Bacarot y el paraje del Porquet, desembocando sus aguas en la playa de Agua Amarga, dentro de los límites del barrio de El Palmeral-Urbanova-Tabarca, en el sur de la ciudad de Alicante. La parte final de su recorrido presenta una densa vegetación, constituida principalmente de cañaverales, y hace de divisoria entre la sierra de Colmenares y la sierra del Porquet.
Al igual que en el cercano barranco de las Ovejas, las lluvias torrenciales del 19 y 20 de octubre de 1982 provocaron una súbita crecida de su cauce, causando grandes pérdidas económicas en la fábrica de aluminio de ENDASA, levantada años antes en la desembocadura original, al suponer un obstáculo en el camino de las aguas.